# Lotus Éclat
Lotus Éclat 2.2 je osobní automobil – kupé, odvozený od vozu Lotus Elite a vyráběný v letech 1980 až 1982 britskou automobilkou Lotus Cars Ltd..

## Popis vozu
Vůz Lotus Éclat 2.2 je poháněn kapalinou chlazeným řadovým čtyřtaktním čtyřválcem, umístěným vpředu. Zdvihový objem motoru činí 2174cm³ a dosahuje výkonu 160 PS, což tomuto relativně aerodynamickému vozu stačí na dosažení rychlosti 210 km/h.
Vůz byl vybaven pětistupňovou, plně synchronizovanou převodovkou, volitelně se dodával i ve verzi s čtyřstupňovým automatem. Brzdy vozu jsou dvouokruhové, na přední nápravě kotoučové, na zadní kotoučové umístěné ve středu u diferenciálu.
Karosérie vozu je laminátová, dvoudveřová typu kupé s počtem míst 2+2 usazena na chassi tvaru Y. Přední část karosérie prakticky shodná s modelem Lotus Type 83 - ELITE 2.2.
Celkem bylo vyrobeno 223 vozů, z nichž 69 bylo vyrobeno v provedení riviera (s odnímatelným středovým dílem střechy).